# Christian Magérus
Christian Magérus, né le 31 janvier 1956 à Watermael-Boitsfort est un homme politique belge, membre du PS.
Il est licencié en sciences politiques et en relations sociales.

## Fonctions politiques
- Conseiller communal à Molenbeek-Saint-Jean
- députée au Parlement bruxellois:
  - du 12 juillet 1989 au 20 mai 1995 ;
  - depuis le 16 octobre 2013 au 25 mai 2014 en remplacement d'Anne-Sylvie Mouzon, décédée.